# Гней Ацероний Прокул
Гней Ацероний Прокул (на латински: Gnaeus Acerronius Proculus) е политик и сенатор на ранната Римска империя.

## Биография
Произлиза от фамилията Ацеронии (Acerronii) от Лукания.
През 37 г. Гней Ацероний Прокул е консул заедно с Гай Петроний Понтий Нигрин до края на юни. По време на неговия консулат на 16 март 37 г. умира император Тиберий. Сенатът предлага на неговия наследник Калигула да стане веднага консул, но той желае да поеме тази позиция след изтичанетото на нормалните шест месеца за consules ordinarii. През юли 37 г. консулите са сменени от суфектконсулите Гай Цезар Калигула Германик и Тиберий Клавдий Нерон Германик. След това от септември до декември суфектконсули стават Авъл Цецина Пет и Гай Каниний Ребил.

## Деца
- Ацерония Пола, приятелка на Агрипина Младша, майката на Нерон.[3]